# Narodowa Biblioteka Parlamentarna Japonii
Narodowa Biblioteka Parlamentarna Japonii (jap. 国立国会図書館 Kokuritsu Kokkai Toshokan) – biblioteka narodowa Japonii.

## Nazwa
Biblioteka w języku angielskim nosi nazwę National Diet Library. Użyty termin „diet” nie odnosi się do angielskiego słowa tłumaczonego jako „dieta” („sposób odżywiania się”), ale do „zgromadzenia ustawodawczego”, czyli w tym przypadku Zgromadzenia Narodowego Japonii.

## Historia
Biblioteka powstała w 1948 roku z połączenia zbiorów dwóch bibliotek: wspólnej Izby Parów (Kizoku-in) i Izby Reprezentantów (Shūgi-in) parlamentu ustanowionego w 1890 roku oraz Biblioteki Cesarskiej (Teikoku Toshokan), która powstała w 1872 roku. Początkowo umieszczono zbiory w Pałacu Akasaka, a w 1968 roku biblioteka przeniosła się do własnego gmachu zbudowanego w dzielnicy rządowej Nagata-chō. W 1986 roku dobudowano do starego gmachu dodatkowy budynek, który mógł pomieścić 12 milionów woluminów. Powierzchnia obu budynków wynosi 148 000 metrów kwadratowych, z czego 53% zajmują magazyny. Biblioteka ma trzy oddziały, z których każdy ma inne zadania: biblioteka główna w Tokio gromadzi zbiory na potrzeby parlamentu i agend rządowych, biblioteka Kansai-kan zajmuje się działalnością informacyjną i informatyczną, a biblioteka dziecięca gromadzi literaturę dziecięcą.

## Kansai-kan
Powodem budowy nowej biblioteki na terenie Kansai Science City (Keihanna Science City), położonym częściowo w prefekturach: Osaka, Kioto i Nara było z jednej strony wyczerpanie powierzchni magazynowej biblioteki głównej w Tokio, z drugiej potrzeba zbudowania nowoczesnego budynku, który pozwoliłby czytelnikom skorzystać z usług biblioteki cyfrowej. Należy też pamiętać o wysokich cenach gruntów w Tokio. W 2002 roku budynek został oddany do użytku. Z biblioteki głównej w Tokio przewieziono 3,2 miliona woluminów. Były to czasopisma japońskie i zachodnie, książki japońskie oraz rozprawy doktorskie. Tę skomplikowaną operację przeprowadziło 11 100 osób. Książki były przewożone ciężarówkami, pociągami towarowymi, które tygodniowo przewoziły 12 pięciotonowych kontenerów.

## Międzynarodowa Biblioteka Literatury Dziecięcej
Biblioteka powstała w 2000 roku, ale dla czytelników została otwarta w 2002 roku. Decyzję podjęto kilka lat wcześniej, pragnąc zgromadzić w jednym miejscu posiadanych przez Bibliotekę Narodową ponad 130 tys. woluminów japońskich książek dla dzieci oraz 1500 tytułów czasopism. Zbiory uzupełniono zakupami książek zagranicznych. W 2010 roku biblioteka posiadała 400 tys. woluminów. Biblioteka mieści się w zabytkowym budynku z 1906 roku, który zbudowano dla Biblioteki Cesarskiej. Znajduje się on w Parku Ueno, obok Muzeum Narodowego.